# Pukkio
För fartygsklassen, se Pukkio-klass.
Pukkio var ett minfartyg av Pukkio -klass som byggdes 1939. Fartyget var av bogserbåts-typ och användes som supportskepp för minsvepare, minläggare och patrullbåtar. Fartyget kunde bära 20 minor.

## Fartyg av klassen
- Pukkio
- Porkkala
- Pansio